# Bian Jinyang
Bian Jinyang (边金阳) (Heilongjiang, 16 de septiembre de 1993) escritor chino
En 2003, con 9 años. Publicó sus primeros libros 《时光魔琴》 y 《秦人部落》 con el pseudónimo de Yang Yang (阳阳). Muchos lectores chinos lo comparan con J. K. Rowling.